# Ångvält

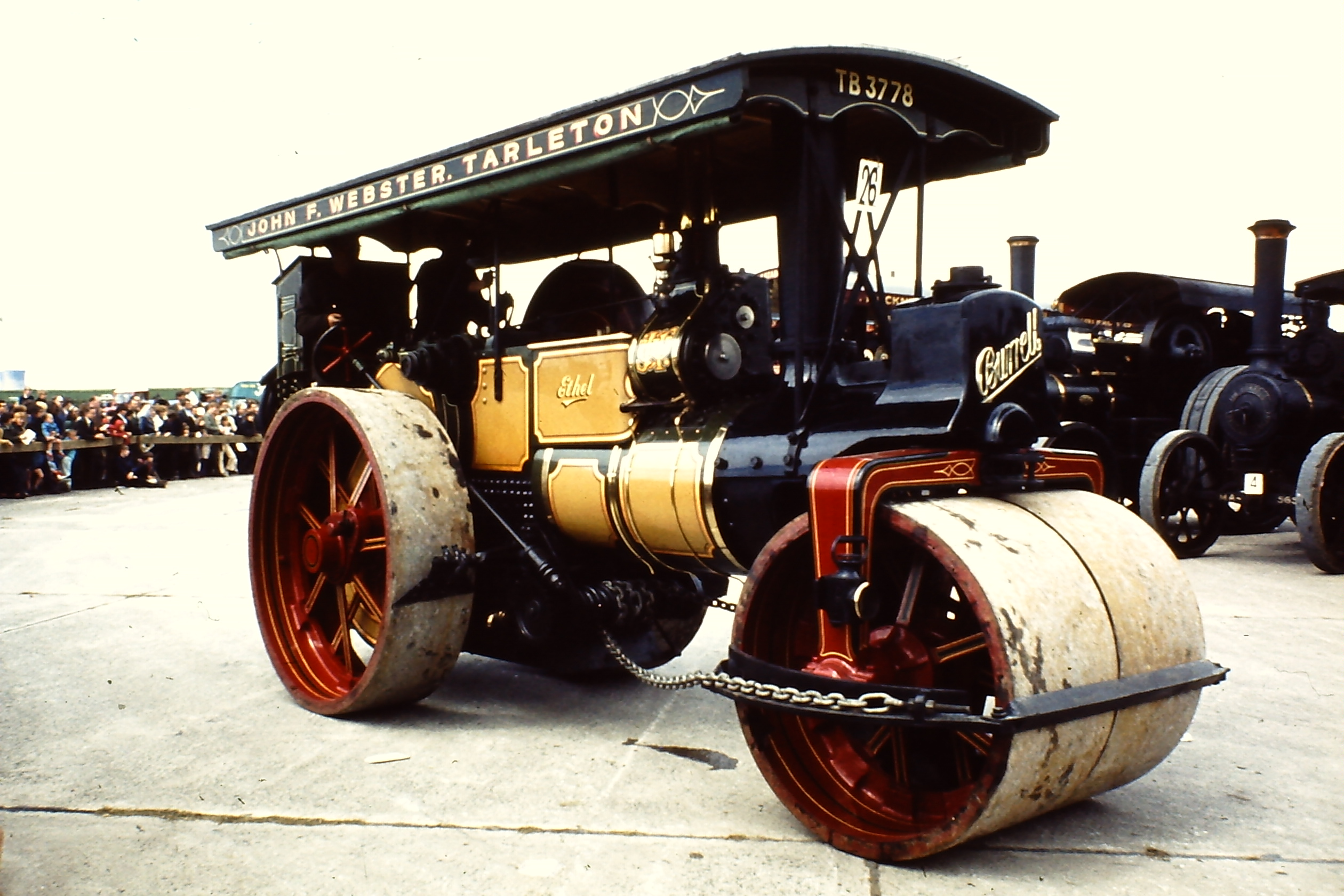
Ångvält från Charles Burrell & Sons.

En ångvält är en självgående, ångdriven anläggningsmaskin som används för att komprimera och jämna ut underlag vid vägarbeten och andra större större grundläggningar. I dag används en vält, även benämnd vägvält, för samma behov. Ordet ångvält används även bildligt om någon som beter sig hänsynslöst.  
En ångvält påminner om en självkörande lokomobil där framhjulen har ersatts av en stor trumma och de drivande hjulen saknar räfflor. Den komprimerar och plattar till underlaget genom en kombination av sin storlek och vikt, de släta hjulen och trumman. 
Ordet ångvält är belagt i svenska språket sedan 1871 och i den bildliga betydelsen sedan omkring 1883.

## Historia
Den första ångvälten utvecklades i Frankrike omkring 1860, och några år senare började liknande maskiner att tillverkas i Storbritannien.
Thomas Aveling och Richard Thomas Porter, som grundade företaget Aveling and Porter år 1862, lanserade efter flera års provkörningar den första kommersiella ångvälten år 1867. Företaget blev dominerande på marknaden, men ångvältar tillverkades också av andra företag och i andra länder. I Danmark tillverkade till exempel verkstadsföretaget Vølund totalt 36 ångvältar i två storlekar mellan 1923 och 1932, varav två har restaurerats och är i körbart skick.
Ångmaskinerna började på 1920-talet ersättas av dieselmotorer. Ångvältarna fortsatte dock att användes till någon gång på 1960-talet, till exempel vid byggandet av Storbritanniens första motorväg M1.